# Marcin Lijewski
Marcin Lijewski (Krotoszyn, Polonia, 21 de septiembre de 1977) es un exjugador profesional de balonmano, que jugaba en la posición de lateral derecho y actualmente es entrenador de la misma disciplina deportiva en el NMC Górnik Zabrze.
Fue un componente de la selección de balonmano de Polonia con la que ganó la plata en el Mundial de 2007 y el bronce en el Mundial de 2009 en Croacia. También participó en los Juegos Olímpicos de 2008 en Pekín donde quedaron en la 5ª plaza.
Fue seleccionado como mejor lateral derecho en los mundiales de 2007 y 2009.

## Equipos

### Como jugador
- Ostrovia Ostrów Wielkopolski (1991-1996)
- Wybrzeże Gdańsk (1996-2001)
- Orlen Płock (2001-2002)
- SG Flensburg-Handewitt (2002-2008)
- HSV Hamburg (2008-2013)
- Orlen Wisła Płock (2013-2014)
- Wybrzeże Gdańsk (2014-2015)

### Como entrenador
- Wybrzeże Gdańsk (2015-2019)
- NMC Górnik Zabrze (2019- )

## Palmarés

### SG Flensburg-Handewitt
- Liga de Alemania (2004)
- Copa de Alemania (2003, 2004 y 2005)

### HSV Hamburg
- Liga de Alemania (2011)
- Copa de Alemania (2010)
- Supercopa de Alemania (2009 y 2010)

### Selección nacional

#### Campeonato del Mundo
- Medalla de plata en el Campeonato del Mundo de 2007
- Medalla de bronce en el Campeonato del Mundo de 2009

### Consideraciones personales
- Mejor lateral derecho del Mundial (2007)
- Mejor lateral derecho del Mundial (2009)
- Elegido en el equipo ideal de la Bundesliga (2011)